# Браге Скарет
Браге Скарет (норв. Brage Skaret, нар. 28 квітня 2002, Осло, Норвегія) — норвезький футболіст, захисник.

## Клубна кар'єра
Браге Скарет народився в Осло. Грати у футбол на дорослому рівні почав у клубі Третього норвезького дивізіону «Скедсмо», де він дебютував у 2017 році. У 2018 році футболіст перейшов до столичного клубу «Волеренга», де продовжив грати на молодіжному рівні. 22 грудня 2020 року Скарет зіграв свій перший матч у турнірі Елітсерії.

## Виступи за збірну
З 2018 року Браге Скарет захищав колькори юнацьких збірних Норвегії.

## Титули і досягнення
- Володар Кубка Норвегії (1):

«Фредрікстад»: 2024